# Tomáš Dorazil
Tomáš Dorazil (* 2. října 1973 ve Vyškově) je vyškovský amatérský režisér a dramatik, v několika málo rolích i herec. Dříve, když byl jeho otec (také Tomáš) ještě kulturně činný, zvykl si užívat za svým jménem označení „ml.“. Pracuje jako pedagog a vychovatel v Domově mládeže v Brně. Žije ve Vyškově, kromě divadla (především amatérského) patří mezi jeho vášně šachy. Má dvě dcery, Kristýnu a Veroniku.

## Život
Vystudoval Gymnázium Vyškov. S amatérským divadlem začal pracovat již na střední škole, nicméně plně se mu začal věnovat až po jejím dokončení. Nelze říci, že by se v divadelní tvorbě nějak specializoval. Kromě různých převzatých scénářů (Modrý pták, Limonádový Joe aneb Velmi koňská opera, My Fair Lady, Šťastná událost) si vyzkoušel i vlastní dramatizace – Ráno si ber širák (Cyrano z Bergeracu), Budeš dělat malé věci (Krakatit), Zařídil to Povondra (Válka s Mloky) nebo Copak tu nezbyli lidé? (R. U. R.). Dvě divadelní hry také sám napsal.

## Dílo
O divadlo se začal zajímat během středoškolských studií, kdy se snažil se svými spolužáky vytvořit první představení s názvem Australopithecus. Další představení na sebe nenechala dlouho čekat. Rozmarné léto a poté Modrý pták byly ještě hrány ve středoškolském Klubu Pod hodinami, další hry už však byly plánovány pod hlavičkou souboru s názvem D. U. D. – Době utajené divadlo (v 90. letech existovalo ve Vyškově několik desítek herců, z nichž někteří působili až v pěti různých amatérských souborech). První hrou pod hlavičkou D. U. D. byl Dorazilův oblíbený Čapek (Krakatit), k jehož dílům se ve své režijní práci víckrát vrátil (Ze života hmyzu, tetralogie Čapek: VIZE 21). Po Krakatitu začal se svými představeními objíždět divadelní přehlídky (Trdloviny ve Vyškově, Břeclavský Píseček, Hodonín, Kojetín aj.). Největšího úspěchu v této době dosáhl s Lolitou (v hlavní roli Petra Lorencová, herečka Národního divadla Brno), se kterou postoupil na Jiráskův Hronov – nejvýznamnější přehlídku amatérského divadla v České republice. Lolitu sice ještě režíroval po hlavičkou Divadla bez střechy, ale v té době už byl součástí Divadla Haná. Další představení už takového úspěchu nedosáhla, nicméně stále dosahují menších či větších úspěchů a ocenění (např. Divadelní Kojetín 2009, Divadelní Kojetín 2023, Divadelní Piknik ve Volyni 2024). V roce 2021 začal Dorazil pracovat na utopistické tetralogii s názvem Čapek: Vize 21 a divadelně zpracoval romány Krakatit a Válka s Mloky a hry R.U.R. a Věc Makropulos.

### Divadelní režie
- 1991 Australopithecus
- 1993 Rozmarné léto
- 1994 Modrý pták
- 1996 Krakatit, D. U. D. – Dobře utajené divadlo
- 1997 Poslední Neználkova příhoda, D. U. D. – Dobře utajené divadlo
- 1998 Zakopaná fena, D. U. D. – Dobře utajené divadlo
- 1999 Ráno si ber širák, D. U. D. – Dobře utajené divadlo
- 2000 Bílá Belisa, Divadlo GEDETEN
- 2001 Nejkrásnější válka, Divadlo Haná
- 2002 Tracyho tygr, Divadlo Haná
- 2005 Lolita, Divadlo bez střechy
- 2007 Schody pro kočku, Divadlo bez střechy
- 2007 Limonádový Joe aneb Velmi koňská opera, Divadlo Haná
- 2008 Já jsem Herbert, Divadlo Haná
- 2009 Šťastná událost, Divadlo bez střechy
- 2009 Ze života hmyzu, Divadlo Haná
- 2012 Pláňka, Divadlo Haná[12]
- 2014 My Fair Lady, Divadlo Haná
- 2017 Kuřačky a spasitelky, Divadlo Haná
- 2022 Budeš dělat malé věci (Krakatit), Studio Divadla Haná
- 2023 Zařídil to Povondra (Válka s Mloky), Studio Divadla Haná
- 2025 Copak tu nezbyli lidé? (R. U. R.), Studio Divadla Haná

### Dramatizace
- 1993 Rozmarné léto
- 1996 Krakatit
- 1999 Ráno si ber širák (Cyrano z Bergeracu)
- 2005 Lolita – ve spolupráci s Kamilou Hladkou
- 2022 Budeš dělat malé věci (Krakatit) – ve spolupráci s Kamilou Hladkou
- 2023 Zařídlil to Povondra (Válka s Mloky) – ve spolupráci s Přemkem Hniličkou
- 2025 Copak tu nezbyli lidé? (R. U. R.)

### Vlastní tvorba
- 1991 Australopithecus
- 1998 Zakopaná fena

### Herecké role
- 1991 Australopithecus
- 1993 Rozmarné léto
- 1996 Krakatit
- 1999 Voják Čonkin
- 2014 Jeden a jedna jsou tři